# Ник Лалић (политичар)
Никола "Ник" Лалић (Ел Шат, 22. мај 1945 — Сиднеј, 26. март 2025) био је аустралијски политичар. Бивши је представник Аустралијске радничке партије у законодавној скупштини Новог јужног Велса од октобра 2008. године, испред бирачкго тела изборне јединице у Кабрамати. Он је такође служио као градоначелник града Ферфилд од 2002. до марта 2012. године.

## Детињство, младост и каријера
Лалић је рођен у Египту као дете избеглица које су побегле од рата у Југославији. Његова породица се преселила у Аустралију када је имао три године, где су прво боравили у избегличким центрима у Уранкуинти и Бонегили. Коначно су се населили у Бониригу у области Нови јужни Велс ч, где је Лалићев отац радио у поштанској служби и водио фарму.
Лалић је остао у области Бонириг, где је радио као електричар пре него што је изабран у Градски одбор Хамптона као кандидат партије 1987. године.
 Колеге из одбора изабрале су га за градоначелника 1993-94, а био је кандидат у преселекцији за посланичко место у Кабрамати 1994, када је изгубио од Ребе Меагхер. Лалић је остао у Одбору, и поново је изабран за градоначелника од стране својих колега 2002. године, а кандидовао се и победио као први директно изабрани градоначелник Ферфилда 2004. Убедљиво је поново изабран за градоначелника крајем 2008. године, само неколико недеља пре него што је изабран за посланика у октобру 2008.

## Избори за парламент
У септембру 2008. године, Реба Мегхер, поражени министар здравља, повукла се из политике након што је постало јасно да ће вероватно бити избачена из кабинета у наредној реконструкцији владе. То је довело до избора за Кабрамату и Лалић, који је од ње изгубио 1994. године, је одмах позван као њена замена. Он је суочен са великим изазовом на иначе безбедној позицији, због непопуларне владр и јаког либералног кандидата, новинара Даи Ле, из Аустралијске радио-дуфизне корпорације. Лалић је положио заклетву као члан законодавне скупштине 18. октобра, а именован је у Одбор за јавна тела 30. октобра.
Он је такође обећао да ће наставити да ради као градоначелник Хамптона, поред својих парламентарних дужности.

## Избори у марту 2011.
Лалић је успео да задржи посланичко место у Кабрамати за своју партију против Даи Ле, која је претходно изгубила 2008. Контроверзе су настале када су дистрибуирани леци током кампање, наводећи да је Ле подржала свог либералну колегу Криса Спенса, либералног кандидата за изборну јединицу за Ентранс и бившег вођу Странке једне нације Паулину Хенсон. Обе стране су водиле интензивну кампању у локалном подручју, са неочекиваним интересом Либералне партије за Кабрамату.